# Accademia di lingua araba del Cairo
L'Accademia di lingua araba del Cairo (in arabo مجمع اللغة العربية‎?, Majmaʿ al-lughat al-ʿarabiyya) è un'accademia del  Cairo fondata nel 1934 con lo scopo di sviluppare e normare la lingua araba nella Repubblica araba d'Egitto. 
L'Accademia cura la pubblicazione di due tra i più importanti dizionari della lingua araba, ovvero Al-Muʿjam al-Kabīr (Grande dizionario) e  Al-Muʿjam al-Wasīṭ (Dizionario intermedio). 

## Membri attuali e passati
- Muhammad Metwali al-Sha'rawi
- Abu 'Abd al-Rahman ibn 'Aqil al-Zahiri
- Ahmad Lutfi al-Sayyid
- Muhammad Salim al-Awa
- Hamad al-Jassir
- Sa'id al-Afghani
- 'Izzat Darwaza
- 'Abd al-'Aziz al-Maqaleh
- Muhammad Fadil Ben Ashur
- Khalil al-Sakakini
- Mustafa al-Shihabi
- Maḥmūd Shaltūt
- Hamilton Alexander Rosskeen Gibb
- Muhammad Hassan 'Abd al-'Aziz
- Carlo Alfonso Nallino
- Giuseppe Scattolin